# Accident ferroviaire de Bachhrawan
L'accident ferroviaire de Bachhrawan a lieu le 20 mars 2015. Le train no 14266 Janata Express, qui relie Dehradun à  Varanasi, déraille près de Bachhrawan dans l'Uttar Pradesh, dans le nord de l'Inde ; l'accident cause la mort d'au moins cinquante-huit personnes et fait 150 blessés.

## Accident
À 9 h 10 heure locale (3 h 40 UTC), le 20 mars 2015, un train de passagers dépasse un signal à Bachhrawan, dans l'Uttar Pradesh en Inde. La locomotive et deux wagons déraillent. Le train transporte alors plus de 400 passagers et 85 membres du personnel. Le Janata Express partait de Dehradun pour Varanasi. Le conducteur signale par radio que ses freins ont lâché et qu'il ne peut pas arrêter le train. Cinquante-huit personnes sont tuées, et plus de 150 blessées. Un rapport préliminaire publié par le Ministère de l'Aviation civile parle de 39 morts et 38 blessés. Une équipe de médecins de l'université médicale Chhatrapati Shahuji Maharaj de Lucknow est dépêchée sur les lieux de l'accident. 